# Христо Манов
Христо Манов Хаджинанев (изписване до 1945 година: Христо Мановъ хаджи Наневъ) е български революционер, драмски войвода на Вътрешната македоно-одринска революционна организация.

## Биография
Манов е роден в град Чирпан в 1878 година в семейството на търговец и лихвар. Завършва образование в родния си град в 1895 година и постъпва във Военното училище в София, но в 1897 година е изключен. Работи в София, а по-късно и във Варна като служител в окръжната инженерска служба. В 1905 година се запознава с драмския войвода на ВМОРО Михаил Даев, който го привлича в революционната организация и през април Манов се присъединява към четата на Даев. Първоначално е групов началник, а по-късно Даев го назначава за зъхненски районен войвода.
Манов води борба едновременно срещу османските власти и срещу гръцката пропаганда в Драмско, където има само няколко по-будни български екзархийски села. На 30 юли 1905 година Христо Манов напада и убива в село Егри дере 65-годишния гъркоманин Васил Камбуков, председател на гръцкия комитет в Драмско. На 24 декември 1905 година четата на Манов влиза с четата си влиза в село Горенци и след предателство от гъркомани е обсадена в църквата. Четниците изкопават дупка в църковния зид и се промъкват в съседна къща, след което с атака разкъсват обсадата и се изтеглят. На 17 януари 1906 четата на Христо Манов напада от засада андартската чета на капитан Колуш, като пленява и екзекутира Колуш и двама негови четници (Атанас и Кочо).
По това време цялата му чета се състои от секретаря Тачо Хаджистоенчев, Димитър Запрянов, Тодор Берберов от Копривщица, Илия Златков от Клепушна, Наум Терзистанов от Балчик, Иван Арнаутчето от Битолско, Георги Баталов от Волак, Георги Чауша от Горенци, Димитър Каракузов от Калапот, Анго Просеченлията и други.
През пролетта на 1906 година Манов с петима четници организира акция по наказването на гъркомана Котин от Горенци. Четата е предадена от гъркомани и обградена от 600 души войска под командването на Хюсеин Тефиков в местността Динкова поляна под Пилаф тепе. В завързалото се сражение при пробива на обсадата войводата Манов загива, а останалите четници се оттеглят невредими.
Ръководителят на горенския комитет на ВМОРО Митруш Марков и синът му Васил погребват Манов под стар чинар в гробищата при църквата „Света Марина“, като поставят кръст с надпис „Тук почива Христо Манов от Чирпан“. След 1913 година, когато Драмско попада в Гърция, гробът на Христо Манов е заличен.
Племенник на Христо Манов е Наум Асенков (Наумче, Златка), деец на ВМРО.